# Lago Abitibi
El lago Abitibi (del inglés: Abitibi Lake ); en francés: Lac Abitibi es un lago de la vertiente ártica de Canadá, localizado  en el noreste de Ontario y el oeste de Quebec, a caballo de la frontera provincial (al norte del  municipio regional de condado de Abitibi). El lago, que se encuentra dentro del vasto Clay Belt, está separado en dos partes diferenciadas por un corto estrecho,  siendo en realidad dos lagos. Su superficie total es de 931 km² y la superficie neta, excluyendo las islas, 903 km². El lago desagua a través del río Abitibi, afluente del río Moose, un río que desemboca en la bahía de James.
El lago es poco profundo, cuenta con cerca de 200 playas y está salpicado por unas 900 islas pequeñas. El paisaje natural y virgen atrae cada vez a más turistas. Sus costas y alrededores están cubiertos por espesos bosques, y al oeste del lago se encuentra una fábrica de papel en Iroquois Falls. Las municipalidades de Quebec de  Roquemaure y de Clerval están situadas en sus orillas.

## Toponimia
El lago toma su nombre del río. «Abitibi» quiere decir «aguas medias» y viene de las palabras algonquinas abitah, que significa 'media' y nipi que significa 'agua', posiblemente una referencia a su ubicación geográfica a medio camino entre el río Harricana (de la palabra algonquina Nanikana, que significa 'el camino principal'), al este, y el sistema fluvial Kapuskasing-Mattagami, al oeste.
La Relation des Jesuitas de 1660 menciona al pueblo Outabitibek. En su carta de 1685, Hubert Jaillot designa este lago con el nombre de lago de los Tabitibis, en su parte superior, y como lago Piscoutagamy, en su parte inferior.
Hubo que esperar hasta 1915 para que la ortografía de la palabra Abitibi fuese fijada definitivamente, con una decisión de la Comisión de Geografía que eligió su grafía, tras evaluar Abbitibi, Abitibbi y Abbitibbi.

## Áreas protegidas
En el lago se encuentran, en el lado de Ontario, el parque provincial Abitibi-de Troyes (parc provincial Abitibi-De Troyes), la reserva natural provincial de las islas del Lago Abitibi (réserve naturelle provinciale des Îles du Lac Abitibi) y la reserva de conservación de la Península de la Punta McDougall (réserve de conservation de Presqu'île de la Pointe McDougall). En el lado de Quebec, se protegen algunos hábitats de vida silvestre, una garcería, una colonia de aves y algunas áreas de concentración de aves acuáticas.

## Historia

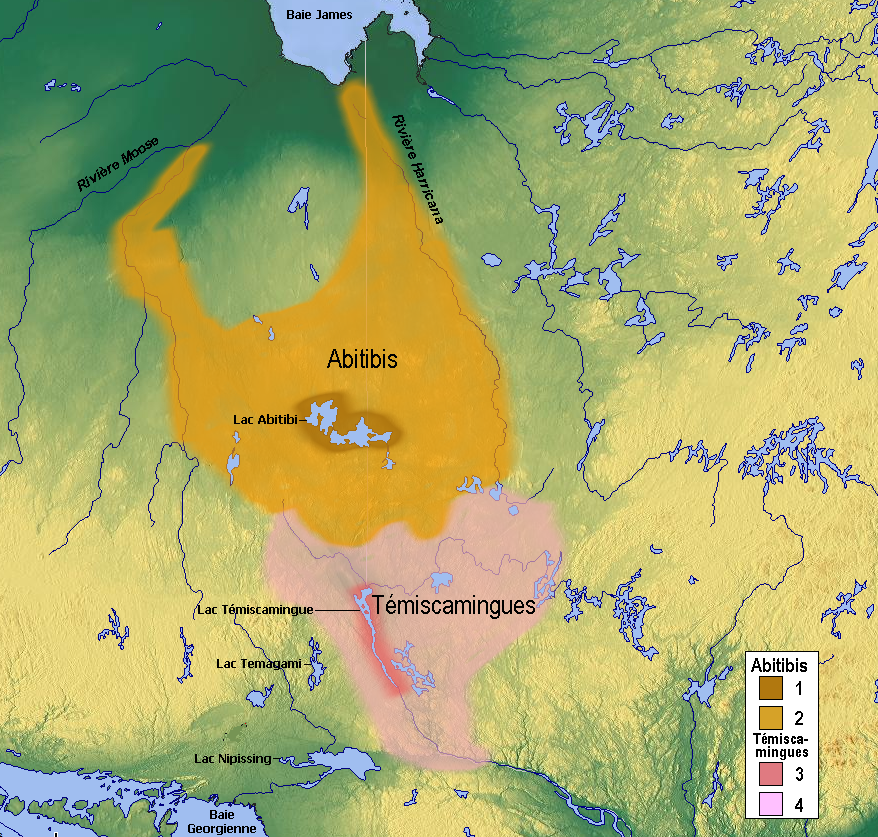
Los témiscamingues (algonquinos) y los abitibis (crees) en el.

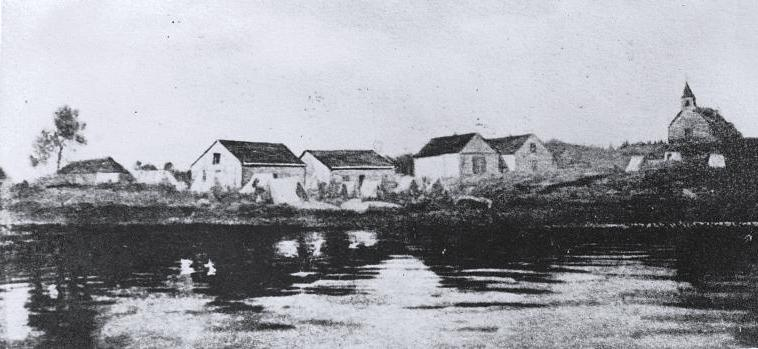
Puesto comercial en el lago de la Compañía de la Bahía de Hudso, ca. 1910

Desde el siglo XVII, esta región fue el centro de la rivalidad franco-inglesa para asegurarse el control del comercio de pieles. En 1686, Pierre de Troyes expulsó a los ingleses y a la Compañía de la Bahía de Hudson de sus puestos militares y comerciales en la bahía de Hudson. También construyó un fuerte en la ribera oriental del lago Abitibi, que permaneció activo hasta la Conquista (1759-1760) (referencia a la conquista por los británicos de la Nueva Francia). La Compañía del Noroeste tomó entonces el relevo de la Compañía de la Bahía de Hudson, que conservó un puesto comercial hasta 1922.
La industria forestal ha utilizado durante mucho tiempo el lago Abitibi para el transporte de troncos flotantes y como punto de encuentro de la madera.